# دونالد أ. روس
دونالد أ. روس هو سياسي كندي، ولد في 10 أبريل 1857، وتوفي في 23 يناير 1937.